# Hesperoleucus symmetricus
Hesperoleucus symmetricus är en fiskart som först beskrevs av Baird och Girard, 1854.  Hesperoleucus symmetricus ingår i släktet Hesperoleucus och familjen karpfiskar. Inga underarter finns listade i Catalogue of Life.